# 싯포쿠

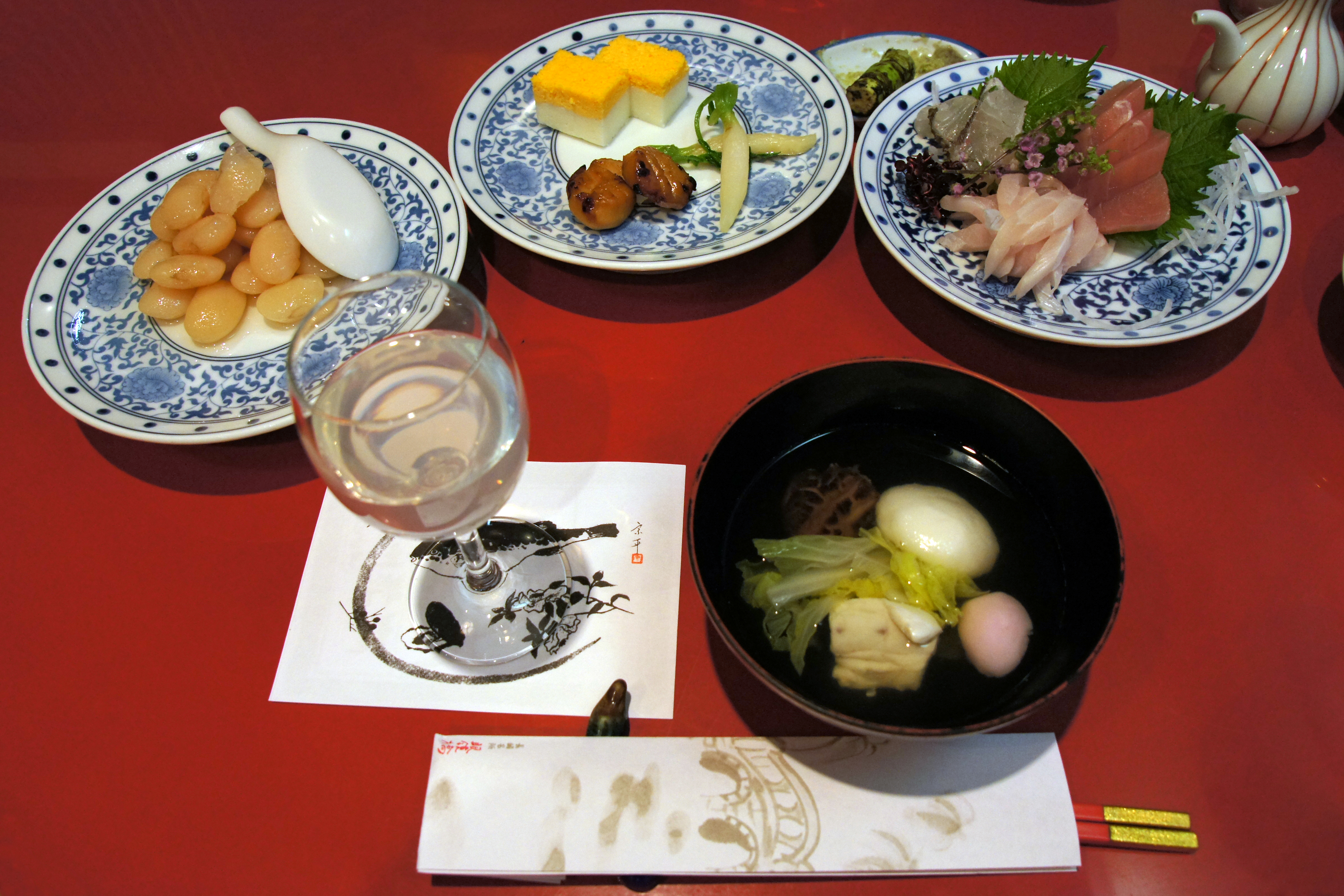
일본 나가사키시의 한 식당에서의 다양한 싯포쿠 음식

싯포쿠(卓袱)는 중국 요리의 영향을 많이 받은 일본 요리 스타일이다. 유럽, 중국, 일본 요리의 요소를 결합한 퓨전 요리이자 '하이브리드 요리'로 설명되어 왔다. 싯포쿠 요리에 사용되는 고기에는 가금류, 생선, 수렵육이 포함된다. 사케는 일반적으로 싯포쿠 요리와 함께 제공된다. 싯포쿠 스타일의 서비스에는 일반적으로 전체 식사를 구성하는 여러 개의 작은 요리가 포함된다.

## 역사
싯포쿠 요리는 1603년부터 1868년까지의 에도 시대에 일본 나가사키로 이주한 중국인으로부터 유래되었다. 나가사키는 '쇄국의 세기' 동안 외국인(포르투갈인, 네덜란드인, 중국인)이 거주하도록 허용된 일본 유일의 장소였다. 18세기 일본에서는 일본 지식인들 사이에서 중국 요리의 인기가 높아졌고, 중국 요리의 영향을 받은 채식 요리인 싯포쿠 요리와 후차 요리를 중심으로 한 음식점이 등장했다.
싯포쿠 요리는 나가사키의 명물로 남아있다.